# Нотация 3
Нотация 3 (англ. Notation3, более известен как N3) — широко распространённый краткий способ записи моделей RDF не в XML. Разработан с целью быть понятным человеку: N3 намного компактнее и удобнее для чтения, чем XML-запись RDF. Формат разработан Тимом Бернерсом-Ли и другими из сообщества Семантической паутины.
Возможности N3 выходят за пределы сериализации RDF-моделей. Например, в N3 можно записывать правила логического вывода над RDF-данными. Существует также формат Turtle — подмножество N3, в котором поддерживаются только основные возможности RDF.

## Пример
RDF-модель, записанная в стандартном XML-виде (RDF/XML):
```
<rdf:RDF

    
xmlns:rdf=
"http://www.w3.org/1999/02/22-rdf-syntax-ns#"

    
xmlns:dc=
"http://purl.org/dc/elements/1.1/"
>

  
<rdf:Description
 
rdf:about=
"http://en.wikipedia.org/wiki/Tony_Benn"
>

    
<dc:title>
Tony
 
Benn
</dc:title>

    
<dc:publisher>
Wikipedia
</dc:publisher>

  
</rdf:Description>

</rdf:RDF>

```

В N3 её можно записать так:
```
@prefix dc: <http://purl.org/dc/elements/1.1/> .

<http://en.wikipedia.org/wiki/Tony_Benn>
  dc:title "Tony Benn" ;
  dc:publisher "Wikipedia" .

```

Этот пример одновременно является корректным в Turtle.

## Внешние ссылки
- Тим Бернерс-Ли, Дэн Конноли. Notation3 (N3): A readable RDF syntax (англ.). W3C (14 января 2008). — Спецификация языка N3. Дата обращения: 22 марта 2011. Архивировано 18 мая 2012 года.
- Тим Бернерс-Ли. Primer: Getting into RDF & Semantic Web using N3 (англ.). — Учебник по RDF и N3. Дата обращения: 22 марта 2011. Архивировано 18 мая 2012 года.
- Sean B. Palmer. A Rough Guide to N3 (англ.). — Введение в N3. Дата обращения: 22 марта 2011. Архивировано 18 мая 2012 года.
- Graham Klyne. RDF for "Little Languages" (англ.) (1 декабря 2002). Дата обращения: 22 марта 2011. Архивировано 19 мая 2012 года.